# Góra
Pour les articles homonymes, voir Góra (homonymie).
Góra (en allemand : Guhrau) est une ville polonaise de la voïvodie de Basse-Silésie. C'est le chef-lieu du powiat de Góra et le siège de la gmina de Góra. 

## Géographie
La ville est située dans la région historique de Basse-Silésie, à une trentaine de kilomètres à l'est de Głogów et à environ 90 km au nord-ouest de Wrocław, la capitale régionale. 
L'aéroport le plus proche se trouve à Wrocław.

## Histoire
Ce lieu dans le duché de Silésie a été mentionné pour la première fois dans une bulle papale d'Adrien IV datant de 1155. En 1289, c'est le droit de Magdebourg qui s'applique à la localité, qui, en 1319, devint possession de la lignée des Piast régnant sur le duché de Glogau. La première mention du nom de Guhrau est attestée en 1336. 

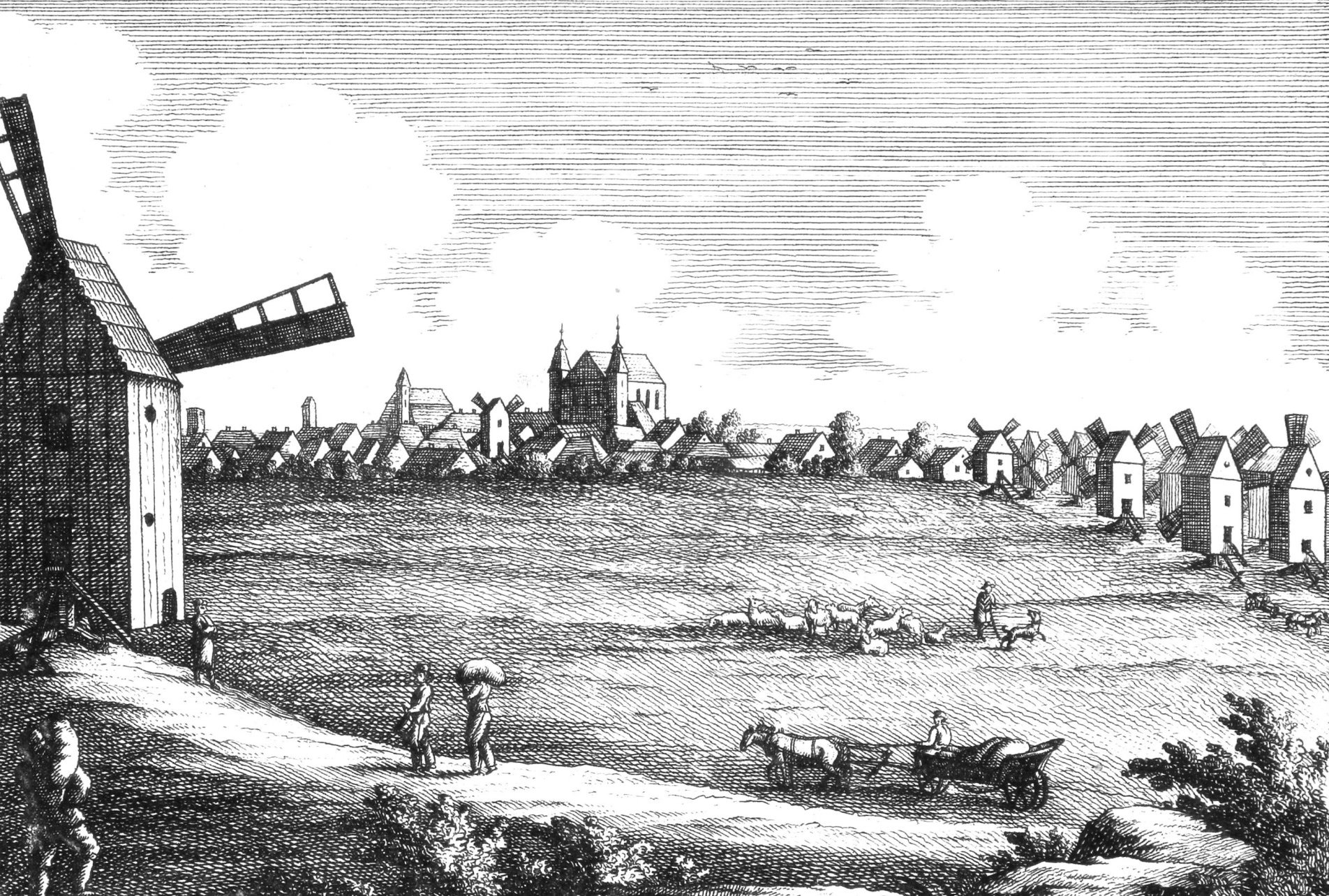
Guhrau, vers 1819.

Entre 1506 et 1508, la localité revint à la couronne de Bohême. Du XVe au XVIIe siècle, elle fut un centre de drapiers. Après la première guerre de Silésie, en 1742, Guhrau passe au royaume de Prusse. À la suite du congrès de Vienne, en 1815, la ville est le chef-lieu de l'arrondissement de Guhrau et est incorporée dans le district de Breslau au sein de la Silésie prussienne. Dans la deuxième moitié du XIXe siècle, Guhrau fut avant tout renommée par le nombre élevé des moulins à vent qui devaient se trouver sur son territoire : aux environs de 1840, pas moins de 80 !  
Vers la fin de la Seconde Guerre mondiale, en janvier 1945, l'Armée rouge conquiert Guhrau ; la ville fut rattachée à la république de Pologne et la population germanophone restante était expulsée. De 1946 à 1975, Góra fut le siège d'un district ; depuis 1999 y siège l'administration du district.

## Curiosités
L'église paroissiale Sainte-Catherine (en polonais : kościół p.w. Św. Katarzyny Aleksandryjskiej), de style gothique tardif, fut érigée dans sa forme actuelle au tournant des XVe et XVIe siècles : elle est le symbole de Góra. Des éléments de l'édifice précédent, détruit en 1457 par un incendie, furent alors intégrés à la nouvelle église-halle à la triple nef, construite en briques. Les tours de la façade richement organisée n'atteignant qu'une hauteur de 31 mètres, elles dépassent de peu le toit du vaisseau. À l'intérieur, la décoration de styles baroque et rococo est abondante.

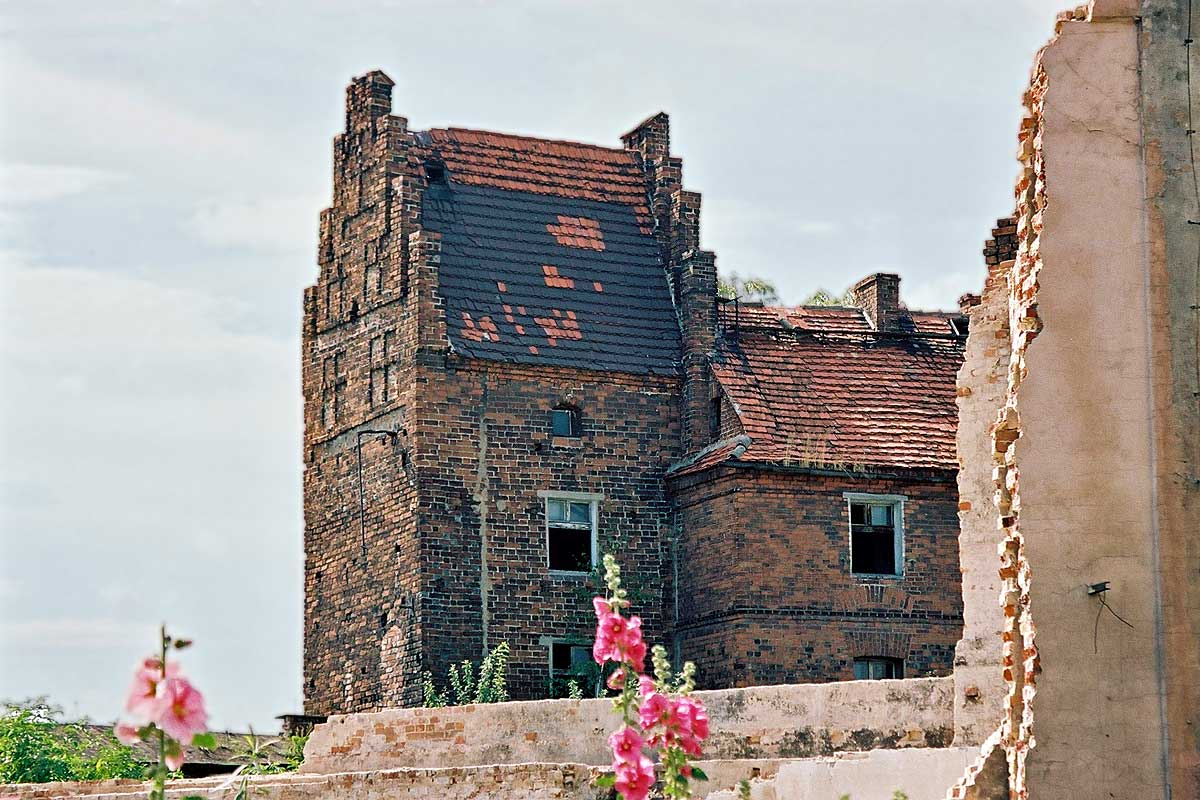
Château de Góra.

Le mur d'enceinte de la ville fut construit en briques au cours du XVe siècle. 1770 vit le début du démantèlement des fortifications dont il resta cependant des fragments du dispositif. À partir des années 1960, les parties conservées furent restaurées, voire partiellement reconstruites. Des quatre portes de la ville ne fut conservée que la porte de Głogów, qui recèle une cloche sonnant les heures datant de 1765.
À peu près en même temps que l'église paroissiale fut érigée, à l'emplacement du cimetière, l'église du Corps du Christ (kościół p.w. Bożego Ciała) en style gothique tardif. À l'intérieur, les peintures qu'on peut voir au plafond ainsi que l'ambon Renaissance de 1571 sont dignes d'intérêt. À proximité de l'église fut aménagé un calvaire dès la fin du XVIIe siècle.

## Jumelages
- Herzberg am Harz (Allemagne) depuis 1993
- Maasdonk (Pays-Bas) depuis 1993
- Trakai (Lituanie) depuis 1998

## Personnalités liées à la ville
- Werner Naumann (1909-1982), fonctionnaire du ministère du Reich à l'Éducation du peuple et à la Propagande ;
- Radosław Kałużny (né en 1974), footballeur.